# 幻住派
幻住派（げんじゅうは）は中国の臨済宗楊岐派の禅僧・中峰明本（幻住道人）の系統のことで、幻住道人が庵居する室名を幻住庵と称したことから、この名前が付いた。
鎌倉時代末期に日本に伝わり、元々は隠遁的な性格の派であったが、戦国時代に入る頃からは勢力を広げ、関東一円に展開するまでになった。
曹洞宗とは密接な関係にあり、中世末期の曹洞宗が特徴的に使用伝授していた血脈や大事を幻住派も相承していた。